# سون-ا-لوآر
شهرستان سُن-اِ-لوآر (به فرانسوی: Saône-et-Loire) در ناحیه بورگوین در کشور فرانسه واقع شده‌است که هفتمین بخش بزرگ فرانسه است.